# Bestorming van Rotterdam (1572)
De Bestorming van Rotterdam vond plaats tussen 7 en 9 april 1572 tijdens de Tachtigjarige Oorlog. Op 9 april volgde "Het Bloedbad van Rotterdam", waarbij mogelijk 40 tot honderden Rotterdamse burgers werden omgebracht.

## Verloop
Op 7 april arriveerde een koninklijk garnizoen in Rotterdam dat een nederlaag had geleden in de buurt van Voorne tegen de geuzen. Via Rotterdam hoopten de Spanjaarden naar Delfshaven te komen om daar de geuzen te kunnen grijpen.
De katholieke inwoners van Rotterdam hadden de troepen van de Spaanse koning al erkend als hun heersers, maar de merendeels hervormde bevolking had dat niet. Daarbij kwam nog dat 8 april een feestdag was en de Rotterdammers niet van zins waren de "Spanjaarden" binnen de stad te laten. Bij het invallen van de nacht op 8 april wilde het koninklijke Spaans garnizoen de Oostpoort forceren, maar de bevolking hield stand. Pas bij het ochtendgloren rees er verdeeldheid onder de bevolking en door middel van onderhandelingen tussen Hubert Duifhuis, abt van de Sint-Laurenskerk en gouverneur Bossu, werd er besloten dat de Spanjaarden in kleine aantallen naar binnen konden. Bij de beslissing dat de mannen van Bossu naar binnen mochten was er tegenstand van de smid "Zwarte Jan", die korte daarop eigenhandig door Bossu werd omgebracht. Vrijwel direct stormde het Spaanse leger op de poort af en er vielen doden en gewonden onder de Rotterdamse burgers.
Eenmaal binnen de stadsmuren werden er nog eens veertig Rotterdammers omgebracht; hierbij bevond zich ook burgemeester Jan Jacobsz Roos en vroedschapslid Pieter Allartsz Huytgenshoeck. Het wordt voor mogelijk gehouden dat de geuzenleider Lumey uit wraak de Martelaren van Gorkum heeft omgebracht als tegenactie later dat jaar. Uit woede en frustratie besmeurden en schoten de koninklijke troepen het beeld van Erasmus kapot (het was van hout), uiteindelijk belandde het in het vuur. De Spanjaarden onder Bossu wisten zich meester te maken van Delfshaven en bereidden zich een maand voor om ook Den Briel weer in te nemen, echter dreigde Lodewijk van Nassau Rotterdam in te nemen en het "Spaanse" garnizoen verliet op 24 mei 1572 de stad en trok zich zuidwaarts terug.
In de 17e eeuw werd bij het opknappen van de Oostpoort ter nagedachtenis aan het voorval een gedichtplakkaat op de toegangspoort gehangen van Johannes Gysius, 
| Den Grave van Bossu met de Spaengiaerts bloetgierigh, In ’t Iaer t’seventich twee Aprilis negende dagh, Langs hier, als vriend, in quam, en hebben gants schoffierigh, Seer jammerlick vermoort, veel Burgers met geclagh" (1616). |